# Мобли, Айзейя
Айзейя Мобли (англ. Isaiah Mobley, род. 24 сентября 1999, Сан-Диего, Калифорния) — американский профессиональный баскетболист. До прихода в НБА играл за университетскую баскетбольную команду «УСК Тродженс». Играет на позиции тяжёлого форварда

## Профессиональная карьера

### Кливленд Кавальерс / Кливленд Чардж (2022–2024)
Мобли был выбран «Кливленд Кавальерс» под 49-м номером на драфте НБА 2022 года. 2 июля 2022 года «Кавальерс» подписали с ним двусторонний контракт. По условиям сделки он делил время между «Кавальерс» и их фарм-клубом в Джи-Лиге «Кливленд Чардж». Мобли был принял участие в Next Up Game сезона 2022/2023.
7 июля 2023 года Мобли подписал еще один двусторонний контракт с «Кавальерс».
Во время Летней лиги НБА 2023 года Мобли в среднем набирал 17,4 очка, 8,3 подбора, 4,5 передачи и 1,5 блок-шота в шести играх. В финальной игры Летней лиги Мобли привёл свою команду к победе, набрав 28 очков и сделав 11 подборов.

### Делавэр Блю Коатс / Филадельфия Севенти Сиксерс (2024–настоящее время)
30 сентября 2024 года Мобли подписал контракт с клубом «Филадельфия Севенти Сиксерс», но был отчислен 17 октября. 28 октября он присоединился к «Делавэр Блю Коатс». 13 апреля 2025 года Мобли подписал контракт на последнюю игру сезона НБА с «Филадельфией».

## Статистика

### Статистика в НБА
| Сезон                                                                                    | Команда     | Регулярный сезон | Регулярный сезон | Регулярный сезон | Регулярный сезон | Регулярный сезон | Регулярный сезон | Регулярный сезон | Регулярный сезон | Регулярный сезон | Регулярный сезон | Регулярный сезон | Серия плей-офф | Серия плей-офф | Серия плей-офф | Серия плей-офф | Серия плей-офф | Серия плей-офф | Серия плей-офф | Серия плей-офф | Серия плей-офф | Серия плей-офф | Серия плей-офф |
| Сезон                                                                                    | Команда     | GP               | GS               | MPG              | FG%              | 3P%              | FT%              | RPG              | APG              | SPG              | BPG              | PPG              | GP             | GS             | MPG            | FG%            | 3P%            | FT%            | RPG            | APG            | SPG            | BPG            | PPG            |
| ---------------------------------------------------------------------------------------- | ----------- | ---------------- | ---------------- | ---------------- | ---------------- | ---------------- | ---------------- | ---------------- | ---------------- | ---------------- | ---------------- | ---------------- | -------------- | -------------- | -------------- | -------------- | -------------- | -------------- | -------------- | -------------- | -------------- | -------------- | -------------- |
| 2022/23                                                                                  | Кливленд    | 12               | 0                | 7,0              | 42,9             | 37,5             | 100,0            | 1,7              | 0,3              | 0,3              | 0,3              | 2,6              | Не участвовал  | Не участвовал  | Не участвовал  | Не участвовал  | Не участвовал  | Не участвовал  | Не участвовал  | Не участвовал  | Не участвовал  | Не участвовал  | Не участвовал  |
| 2023/24                                                                                  | Кливленд    | 10               | 0                | 7,2              | 41,7             | 30,0             | 0,0              | 1,0              | 0,6              | 0,2              | 0,0              | 2,3              | Не участвовал  | Не участвовал  | Не участвовал  | Не участвовал  | Не участвовал  | Не участвовал  | Не участвовал  | Не участвовал  | Не участвовал  | Не участвовал  | Не участвовал  |
| 2024/25                                                                                  | Филадельфия | 1                | 0                | 17,0             | 28,6             | 33,3             | 50,0             | 4,0              | 5,0              | 1,0              | 1,0              | 6,0              | Не участвовал  | Не участвовал  | Не участвовал  | Не участвовал  | Не участвовал  | Не участвовал  | Не участвовал  | Не участвовал  | Не участвовал  | Не участвовал  | Не участвовал  |
|                                                                                          | Всего       | 23               | 0                | 7,5              | 40,7             | 33,3             | 71,4             | 1,5              | 0,6              | 0,3              | 0,2              | 2,6              | Не участвовал  | Не участвовал  | Не участвовал  | Не участвовал  | Не участвовал  | Не участвовал  | Не участвовал  | Не участвовал  | Не участвовал  | Не участвовал  | Не участвовал  |
| Наведите курсор мыши на аббревиатуры в заголовке таблицы, чтобы прочесть их расшифровку. |             |                  |                  |                  |                  |                  |                  |                  |                  |                  |                  |                  |                |                |                |                |                |                |                |                |                |                |                |

### Статистика в Джи-Лиге
| Сезон                                                                                    | Команда           | Регулярный сезон | Регулярный сезон | Регулярный сезон | Регулярный сезон | Регулярный сезон | Регулярный сезон | Регулярный сезон | Регулярный сезон | Регулярный сезон | Регулярный сезон | Регулярный сезон | Серия плей-офф | Серия плей-офф | Серия плей-офф | Серия плей-офф | Серия плей-офф | Серия плей-офф | Серия плей-офф | Серия плей-офф | Серия плей-офф | Серия плей-офф | Серия плей-офф |
| Сезон                                                                                    | Команда           | GP               | GS               | MPG              | FG%              | 3P%              | FT%              | RPG              | APG              | SPG              | BPG              | PPG              | GP             | GS             | MPG            | FG%            | 3P%            | FT%            | RPG            | APG            | SPG            | BPG            | PPG            |
| ---------------------------------------------------------------------------------------- | ----------------- | ---------------- | ---------------- | ---------------- | ---------------- | ---------------- | ---------------- | ---------------- | ---------------- | ---------------- | ---------------- | ---------------- | -------------- | -------------- | -------------- | -------------- | -------------- | -------------- | -------------- | -------------- | -------------- | -------------- | -------------- |
| 2022/23                                                                                  | Кливленд Чардж    | 32               | 32               | 33,4             | 52,4             | 36,3             | 74,5             | 8,7              | 3,8              | 0,8              | 1,3              | 21,6             | 2              | 2              | 39,4           | 48,8           | 16,7           | 60,0           | 8,5            | 4,5            | 1,0            | 1,5            | 24,5           |
| 2023/24                                                                                  | Кливленд Чардж    | 30               | 30               | 31,9             | 47,9             | 36,5             | 69,1             | 8,7              | 3,4              | 0,9              | 0,9              | 18,1             | Не участвовал  | Не участвовал  | Не участвовал  | Не участвовал  | Не участвовал  | Не участвовал  | Не участвовал  | Не участвовал  | Не участвовал  | Не участвовал  | Не участвовал  |
| 2024/25                                                                                  | Делавэр Блю Коатс | 35               | 31               | 27,1             | 44,4             | 32,1             | 68,4             | 7,8              | 3,3              | 0,7              | 0,8              | 15,2             | Не участвовал  | Не участвовал  | Не участвовал  | Не участвовал  | Не участвовал  | Не участвовал  | Не участвовал  | Не участвовал  | Не участвовал  | Не участвовал  | Не участвовал  |
|                                                                                          | Всего             | 97               | 93               | 30,7             | 48,4             | 34,7             | 71,3             | 8,4              | 3,5              | 0,8              | 1,0              | 18,2             | 2              | 2              | 39,4           | 48,8           | 16,7           | 60,0           | 8,5            | 4,5            | 1,0            | 1,5            | 24,5           |
| Наведите курсор мыши на аббревиатуры в заголовке таблицы, чтобы прочесть их расшифровку. |                   |                  |                  |                  |                  |                  |                  |                  |                  |                  |                  |                  |                |                |                |                |                |                |                |                |                |                |                |

### Статистика в NCAA
| Сезон | Команда | Conf   | Class | GP | GS | MPG  | FG%  | 3P%  | FT%  | RPG | APG | SPG | BPG | PPG  |
| --- | ------- | ------ | ----- | -- | -- | ---- | ---- | ---- | ---- | --- | --- | --- | --- | ---- |
| 2019/20 | УСК     | Pac-12 | FR    | 31 | 8  | 20,3 | 47,4 | 28,6 | 52,1 | 5,3 | 1,0 | 0,6 | 0,6 | 6,2  |
| 2020/21 | УСК     | Pac-12 | SO    | 32 | 32 | 28,0 | 47,2 | 43,6 | 54,5 | 7,3 | 1,6 | 0,4 | 0,9 | 9,9  |
| 2021/22 | УСК     | Pac-12 | JR    | 32 | 32 | 34,1 | 44,5 | 35,2 | 68,2 | 8,3 | 3,3 | 0,8 | 0,9 | 14,2 |
| Всего | Всего   | Всего  | Всего | 95 | 72 | 27,5 | 46,0 | 36,0 | 59,6 | 7,0 | 2,0 | 0,6 | 0,8 | 10,1 |
| Наведите курсор мыши на аббревиатуры в заголовке таблицы, чтобы прочесть их расшифровку Статистика приведена с сайта sports-reference.com |         |        |       |    |    |      |      |      |      |     |     |     |     |      |